# Maláj halción
A maláj halción (Actenoides concretus) a madarak osztályának szalakótaalakúak (Coraciiformes) rendjébe, ezen belül a  jégmadárfélék (Alcedinidae) családjába tartozó faj.

## Rendszerezése
A fajt Coenraad Jacob Temminck holland zoológus írta le 1825-ben, a Dacelo nembe Dacelo concreta  néven.

## Alfajai
- Actenoides concretus borneanus (Chasen & Kloss, 1930)
- Actenoides concretus concretus (Temminck, 1825)
- Actenoides concretus peristephes (Deignan, 1946)[2]

## Előfordulása
Délkelet-Ázsiában, Brunei, Indonézia, Malajzia, Mianmar és Thaiföld területén honos. Természetes élőhelyei a szubtrópusi és trópusi síkvidéki és hegyi esőerdők, valamint lombkoronás erdők. Állandó nem vonuló faj.

## Megjelenése
Testhossza 24 centiméter, testtömege 70-90 gramm.

## Életmódja
Gerinctelenekkel táplálkozik.

## Természetvédelmi helyzete
Az elterjedési területe még nagyon nagy, de gyorsan csökken, egyedszáma szintén csökken. A Természetvédelmi Világszövetség Vörös listáján mérsékelten fenyegetett fajként szerepel.